# Mabiala Ma Nganga
Mabiala Ma Nganga (né vers 1850  et décédé le 22 octobre 1896) est un héros national en République du Congo et un précurseur de la résistance contre l'occupation coloniale. Chef Sundi, il a mené des actions de sabotage et de guérilla contre les autorités coloniales françaises, s'opposant aux razzias, au travail forcé et à la spoliation des terres.
Après l'assassinat de l'agent colonial Mourier Laval en 1892, il est devenu une figure emblématique de la résistance. Traqué par les colonisateurs, il a finalement été tué en 1896 lors d'une expédition militaire du capitaine Baratier. Aujourd'hui, il est reconnu comme un symbole de lutte pour la liberté et la dignité humaine au Congo.

## Biographie
Mabiala Ma Nganga est un chef Sundi dont la tribu est située à Balimonéké. Les Basundi, faisant partie du peuple Kongo, occupent un vaste territoire qui s'étend sur les actuelles régions de la Bouenza et du sud du Pool, après le départ des tribus tékés, connues pour leur instinct commercial. Ils intègrent également les Bagangala (ou Bahangala) autour de Kimbedi, un peuple décrit comme turbulent, limité à l'est et au sud par les Baladi, à l'ouest par les Bakamba, et au nord par les Tékés.
Les détails sur la filiation de Mabiala Ma Nganga (surnommé Le Grand) restent flous, bien qu'il soit mentionné qu'il a pour épouse Mama Ngunga. Son neveu, Mabiala N’Kinké (surnommé Le Petit), est reconnu comme son successeur à la tête de Balimonéké après l'assassinat de Mourier Laval. Mabiala Ma Nganga exerce son autorité sur plusieurs autres chefs de village Bassoundi, notamment Missitou de Lilemboa, Mabala de Makabandilou, Mayoké de Fulembao et Tansi de Kimpanzou.
Guérisseur, naturopathe et animiste, Mabiala Ma Nganga jouit d'une forte réputation en tant que thérapeute traditionnel, ce qui lui confère une grande influence sur son clan et au-delà. Il est souvent décrit comme un homme intransigeant dans sa lutte pour préserver l’autonomie de son peuple face à la domination coloniale.

## Contexte historique

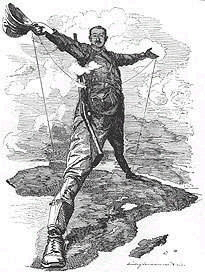
Sir Cecil Rhodes : du Cap au Caire. Ce plan a été lancé à la fin du XIXe siècle, à l'époque de la domination coloniale occidentale, dans le but de relier les possessions africaines adjacentes de l'Empire britannique.

À la fin du XIXe siècle, les grandes puissances européennes rivalisaient pour le contrôle du continent africain. La France, en concurrence avec le Royaume-Uni, visait à créer un axe colonial reliant l'Atlantique à la mer Rouge, en passant par le Congo. Ce projet colonial s'inscrivait dans une stratégie plus large de domination territoriale, alors que les Britanniques cherchaient à établir un empire continu du Caire au Cap. Pour la France, le contrôle du Congo était une étape cruciale dans cette expansion impériale.
C'est dans ce contexte que Mabiala Ma Nganga, installé avec son épouse, Mama Ngunga, son neveu Mabiala N’Kinke et son clan à Makabandilou, entre la Bouenza et le sud du Pool, se distingue par sa résistance intransigeante face aux abus des colons français. La construction de la piste de caravane reliant Loango à l’intérieur du Congo, utilisée pour l’évacuation des richesses et l’acheminement de marchandises, devient un point névralgique de la présence coloniale française. Bien que la mortalité des porteurs sur cette route ne soit probablement pas aussi élevée que celle des esclaves lors de la traite transatlantique, un nombre significatif d'entre eux succombait avant d'atteindre leur destination, en raison des conditions de travail difficiles et du manque de soins adéquats. Mabiala Ma Nganga s’oppose fermement à cette occupation.

« Du village Kimbédi à Makabandilou-Lilemboa (Matoumbou), Mabiala ma Nganga contrôle le commerce et prélève des taxes de transit sur toutes les marchandises des commerçants locaux et européens. A la tête d’une contrée agricole densément peuplée et riche en minerais (cuivre), il refuse catégoriquement que les habitants travaillent en servant de porteurs au profit des caravanes des commerçants européens. Mabiala Ma Nganga compte bien garder la haute main sur le commerce avec les nouveaux venus européens qui s’implantent. »

— Hassim Tall Boukambou, réalisateur et archiviste congolais,  Libération.

### Actes de résistance
L'un des actes les plus notables de Mabiala Ma Nganga survient en 1892, lorsqu'il attaque un convoi dirigé par Mourier Laval, un agent français, qu'il tue avant de s'emparer des dépouilles du convoi. En mai 1896, il parvient à neutraliser la ligne télégraphique reliant Loango à Brazzaville, rendant la route impraticable et dangereuse pour les caravanes commerciales françaises. Cette piste de plus de 600 km était essentielle pour le transport des marchandises commandées d'Europe et l'évacuation des richesses du bassin du Congo.
Entre 1895 et 1896, Mabiala Ma Nganga et ses hommes menèrent des attaques contre les caravanes coloniales, semant la panique parmi les porteurs, qui abandonnaient souvent leurs charges à proximité de Loango. Ces pillages systématiques bloquèrent pendant plusieurs mois près de 6 000 colis destinés au Haut-Oubangui, paralysant les échanges dans la région. Les embuscades et sabotages orchestrés par Mabiala renforcèrent son aura dans l'imaginaire populaire.
Sa rébellion devient rapidement célèbre, et on le croyait invincible, grâce à la protection supposée de ses fétiches, qui effrayaient tant ses ennemis que les colons français. Son opposition prolongée à l'occupation perturbe gravement les activités coloniales en Afrique centrale. La légende de Mabiala Ma Nganga s'est rapidement répandue dans les villages de la région, alimentée par la rumeur et la crainte. Lors de l'escale de la mission Marchand à Libreville, le 22 mai 1896, la nouvelle de sa rébellion circulait déjà largement. Son impunité, malgré les expéditions punitives organisées contre lui, a renforcé l'idée de son invulnérabilité au sein de la population. Bien que les autorités coloniales aient cru qu'il se trouvait à Comba, à 90 kilomètres de Brazzaville, il réussissait à échapper à toute tentative de capture et à déjouer les efforts des Français pour étendre leur contrôle sur la région.

### Fin de la résistance et mort

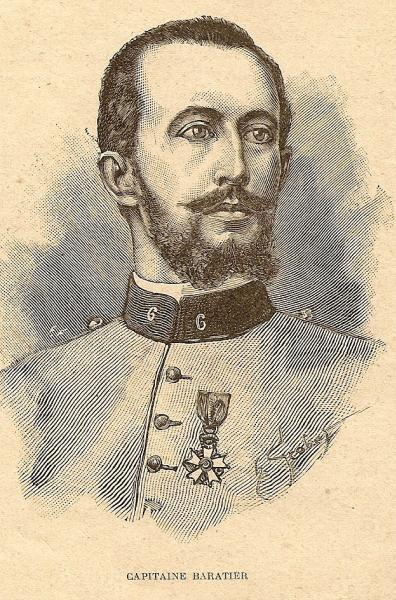
Capitaine Albert Baratier. Il se lia avec le commandant Marchand avec lequel il participe à l'expédition du Congo-Nil. Il intègre ensuite la mission Marchand en 1896.

Le 23 juillet 1896, le commandant Jean-Baptiste Marchand arriva à Loango, avec l'objectif de rejoindre Brazzaville au plus vite. Accompagné de 150 tirailleurs et 500 porteurs enrôlés de force, il se dirigea vers Loudima. Confronté à la résistance menée par Mabiala Ma Nganga et ses partisans, Marchand, ayant obtenu les pleins pouvoirs civils et militaires de Pierre Savorgnan de Brazza, décréta l'état de siège le 18 août 1896. Assisté du capitaine Albert Baratier, du lieutenant Charles Mangin, de l'adjudant de Prat et du sergent Dat, Marchand lança une vaste opération de répression contre les chefs Bassoundi et leurs alliés.

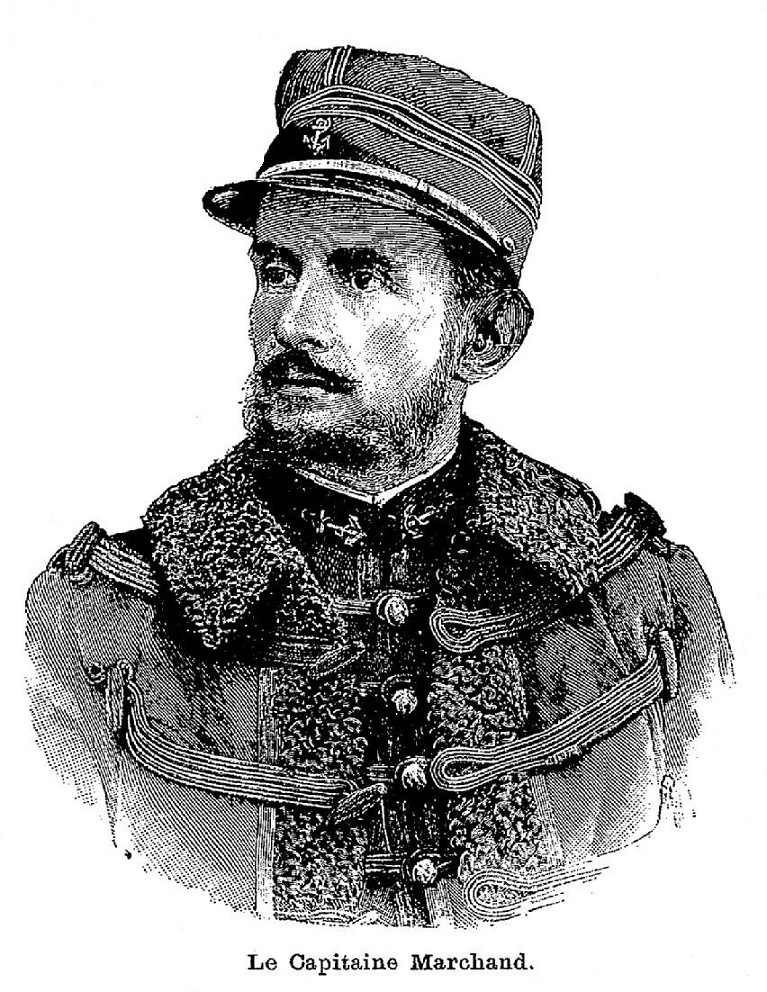
Le commandant Jean-Baptiste Marchand (dessin de 1898). Le 22 juin 1896, il reçoit le commandement d’une mission d’exploration baptisée « Mission Congo-Nil ».

Le 17 septembre 1896, Mabiala Kinké fut tué lors de négociations pour la libération de sa famille, capturée après l'incendie de Balimonéké. Utilisant une stratégie combinant prises d'otages et incendies de villages, les forces coloniales contraignirent plusieurs chefs locaux à la reddition, dont Mabala, qui se rendit le 1er octobre 1896. Le 18 octobre, les villages de Missitou et Mayoké furent attaqués, et leurs habitants se réfugièrent chez les Batéké.
Le 20 octobre, sur la base de renseignements, Marchand découvrit la cachette de Mabiala Ma Nganga dans la grotte de Mbiedi. Le capitaine Baratier, à la tête de 20 tirailleurs, assiégea la caverne de Mabiala, qui refusa de se rendre. Après une nuit de siège, la cavité fut dynamitée, et Mabiala Ma Nganga périt le 23 octobre 1896 avec sa famille et ses fidèles.
Sa tête fut ensuite tranchée et exhibée le long de la piste des caravanes, symbole macabre de la victoire des forces coloniales.
La répression contre les chefs Bassoundi se poursuivit. Missitou fut capturé et fusillé le 27 novembre 1896, tandis que Mayoké fut arrêté et exécuté peu après. Malgré des efforts de résistance menés par le chef Tansi, qui blessa le sergent Mottuel et ses hommes le 10 décembre, la révolte fut écrasée avec l'intervention de Mangin et du capitaine Baratier. Le 21 décembre 1896, l'attaque finale sur Kimpanzou aboutit à l'incendie des villages environnants, marquant la fin de la résistance.

### Héritage
Dans la mémoire collective congolaise, Mabiala Ma Nganga est considéré comme un héros, un résistant et un martyr. Sa lutte et son sacrifice continuent d'être honorés, notamment pour son rôle dans la résistance à l'oppression coloniale. Sa figure incarne la lutte pour la dignité et la liberté du peuple congolais face à la brutalité et à l'exploitation imposées par les colons français.
Jacques Loubelo, chantre de la musique populaire congolaise, est l'auteur de la célèbre chanson Congo, souvent considérée comme un hymne à la paix et à l'unité nationale. Cette composition, devenue incontournable dans le répertoire musical congolais, a été maintes fois reprise par des artistes de la jeune génération. À travers cette œuvre, Loubelo a contribué à immortaliser la mémoire des résistants congolais, leur offrant une place symbolique dans le patrimoine culturel national.
« Maama Ngunga ba m’ghonda
Na beto baala wa tu zebi
Taata Milongo ba m’ghonda
Na beto baala wa tu zebi
Mabiala Ma Nganga ba m’ghonda
Na beto baala wa tu zebi »
« Ils ont tué Mama Ngunga
Même nous les enfants, le savons
Ils ont tué Tata Milongo
Même nous les enfants, le savons
Ils ont tué Mabiala Ma Nganga
Même nous les enfants, le savons »

## Citation
Le 23 juillet 1896, arrivé à Loango, le commandant Jean-Baptiste Marchand, décidé à mater la résistance locale, écrit dans ses lettres : « Il s'agit de montrer à tous ces gens-là que c'en est fini de rire ».